# Esmeralda County
Esmeralda County är ett administrativt område (county) i delstaten Nevada, USA. År 2010 hade countyt 783 invånare. Den administrativa huvudorten (county seat) är Goldfield.
Del av Death Valley nationalpark ligger i countyt. 

## Geografi
Enligt United States Census Bureau har countyt en total area på 9 925 km². 9 924 km² av den arean är land och 1 km² är vatten. 

### Angränsande countyn
- Mineral County, Nevada - nordväst
- Nye County, Nevada - öst och nord
- Inyo County, Kalifornien - syd
- Mono County, Kalifornien - väst